# Tomasz Borowski
Tomasz Borowski (ur. 15 kwietnia 1970 w Grójcu) – bokser, olimpijczyk z Atlanty 1996, wicemistrz świata z Berlina 1995 w kategorii do 75 kg, sześciokrotny mistrz Polski, w mistrzostwach Polski zdobył też 2 srebrne i 1 brązowy medal. W 1994 i 1995 zwyciężył i został uznany za najlepszego zawodnika turniejów im. Feliksa Stamma.
Trenował w klubach Gwardia Warszawa, Walka Zabrze i Polonia Świdnica. Karierę sportową zakończył w wieku 29 lat. Następnie zajął się prowadzeniem firmy spedycyjnej.
Żonaty z Beatą. Ojciec Bartosza i Eleny. Mieszka w Chynowie.

## Osiągnięcia
- 1990 – 1 miejsce na mistrzostwach Polski w wadze półśredniej
- 1993 – 1 miejsce w mistrzostwach Polski w wadze średniej
- 1994 – 1 miejsce w mistrzostwach Polski w wadze średniej
- 1995 – 2 miejsce na mistrzostwach świata w wadze średniej
- 1995 – 1 miejsce na mistrzostwach Polski w wadze półciężkiej
- 1996 – 5–8 miejsce na igrzyskach olimpijskich w wadze średniej
- 1997 – 1 miejsce w mistrzostwach Polski w wadze półciężkiej
- 1998 – 1 miejsce w mistrzostwach Polski w wadze półciężkiej